# Office Segéd
Az Office Segéd (angolul Office Assistant) egy funkció a Microsoft Office irodai alkalmazáscsomagban, melyet először az Office 97-ben vezettek be. Az Office 2000-től kezdődően a Microsoft Bobból eredő Actor (.act) formátumot leváltotta a Microsoft Agent (.acs).
Az Office Segéd alapértelmezett „megtestesítő”-je Gem Géza (Clippit, vagy – ahogy elterjedt a világban – Clippy) gemkapocs, de elérhető többféle segéd, mint például Gombóc (The Dot), Segíts Elek (F-1), Office Embléma (Office Logo), Glóbusz (Mother Nature), Offica (Links), és Blöki (Rocky). Az Agentet használó változatokban a felhasználó más .acs-fájlokat is hozzáadhatott, de még így is Gem Géza a legismertebb.
Az Office Segéd (és így a gemkapocs) a Microsoft Office néhány verziójában alapértelmezés szerint engedélyezve volt. Bármikor feltűnt, amikor a program úgy érezte, hogy a felhasználónak tanácsra van szüksége. Gyakran váratlanul, ok nélkül tűnt fel (amikor a felhasználó mással volt elfoglalva, például telefonált), ami sokak szerint idegesítő volt. Az Office XP reklámkampányának egyik kulcsösszetevője volt az a tény, hogy Gem Gézát eltávolították – pontosabban alapértelmezés szerint nem volt bekapcsolva.
Gem Géza után megjelent a Vigor, a vi szövegszerkesztő egyik verziója, melyben egy gemkapocs „súgás”-t nyújt.
A 2007-es Microsoft Office rendszer súgófunkciója teljes átalakításon ment keresztül, és már nem tartalmazza a Microsoft Office Segédet.